# 남지성
남지성(1993년 8월 15일~)은 대한민국의 테니스 선수이다. 2023 제19회 항저우 아시안게임 테니스에 대한민국 국가대표 선수로 참가했다.